# Lauda Air

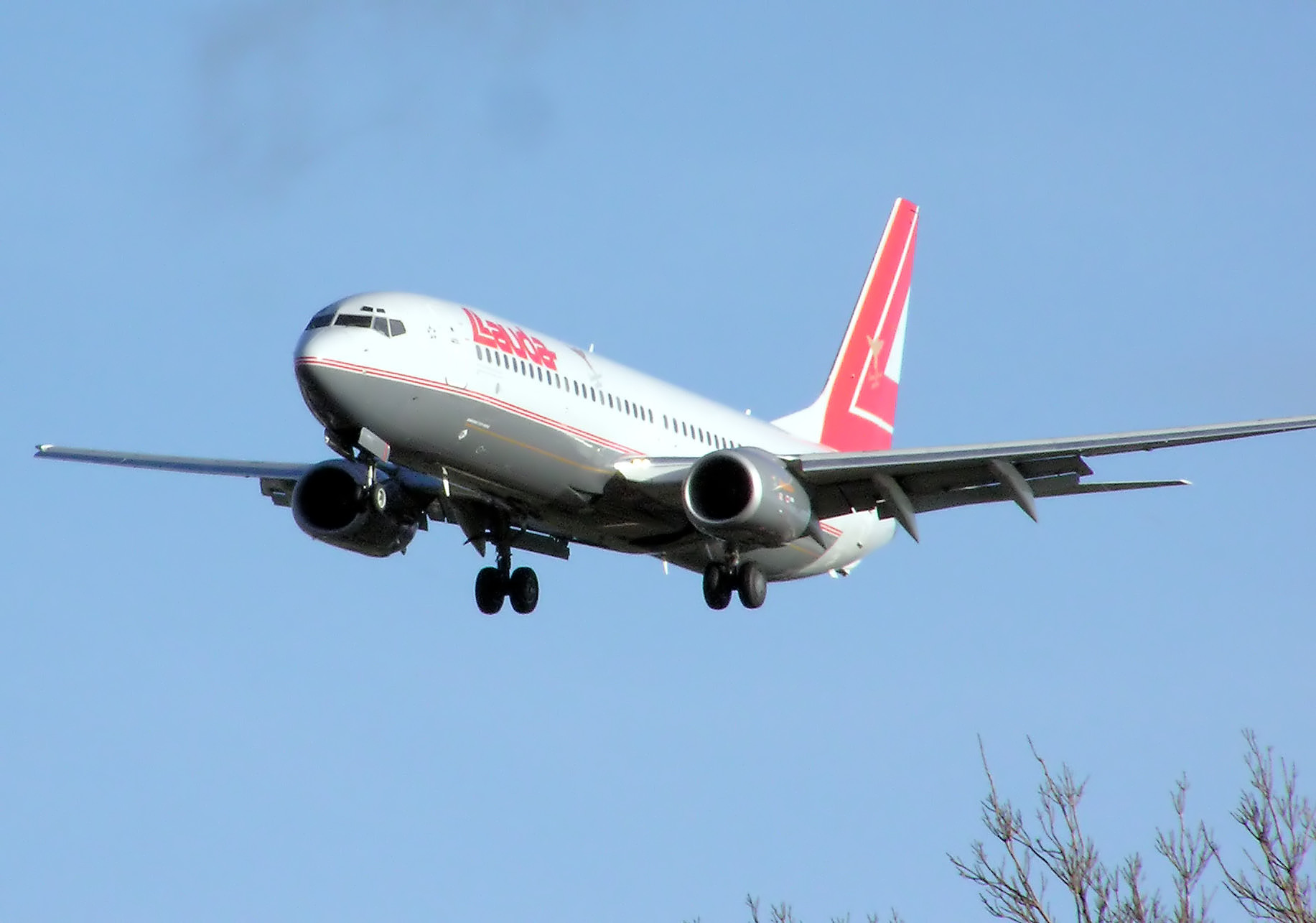
Máy bay Boeing 737-700 của Lauda Air

Lauda Air (mã IATA =OS (NG), mã ICAO = AUA (LDA) là hãng hàng không của Áo, trụ sở tại Viên. Hãng có căn cứ ở Sân bay quốc tế Wien và là thành viên của Star Alliance.
Lauda Air được Niki Lauda nhà cựu vô địch đua xe Công thức 1 thành lập vào tháng 4 năm 1979 và bắt đầu hoạt động từ năm 1985 bằng các chuyến bay thuê bao và taxi. Năm 1987 hãng được phép chở khách trên các tuyến đường cố định. Năm 1990 hãng được phép mở các tuyến đường quốc tế. Hãng có chuyến bay đường dài đầu tiên tới Sydney và Melbourne qua Bangkok. Thập niên 1990 Lauda Air bay tới Sydney và Melbourne qua ngả Kuala Lumpur, tiếp theo là các chuyến bay hàng ngày tới Miami, Dubai và Cuba qua ngả München.
Tháng 12/2000 Austrian Airlines mua đứt Lauda Air. Hãng trở thành một hãng phụ thuộc của Austrian Airlines. Từ năm 2005, lịch trình các chuyến bay của Lada Air được hợp nhất với lịch trình của Austrian Airlines và nhãn hiệu Lauda Air chỉ dùng cho các chuyến bay thuê bao trong Austrian Airlines Group.

## Tai nạn
Ngày 26.5.1991 chuyến bay NG004 của Lauda Air bằng máy bay Boeing 767-300 (số OE-LAV) sau khi cất cánh từ Bangkok để bay về Wien, đã bị rớt trên đất Thái Lan do bộ đảo chiều bị trục trặc. Toàn bộ 213 người gồm hành khách và phi hành đoàn đã bị thiệt mạng.

## Đội máy bay
(Tháng 4/2008):
- 2 Airbus A320-200
- 1 Boeing 737-700
- 7 Boeing 737-800

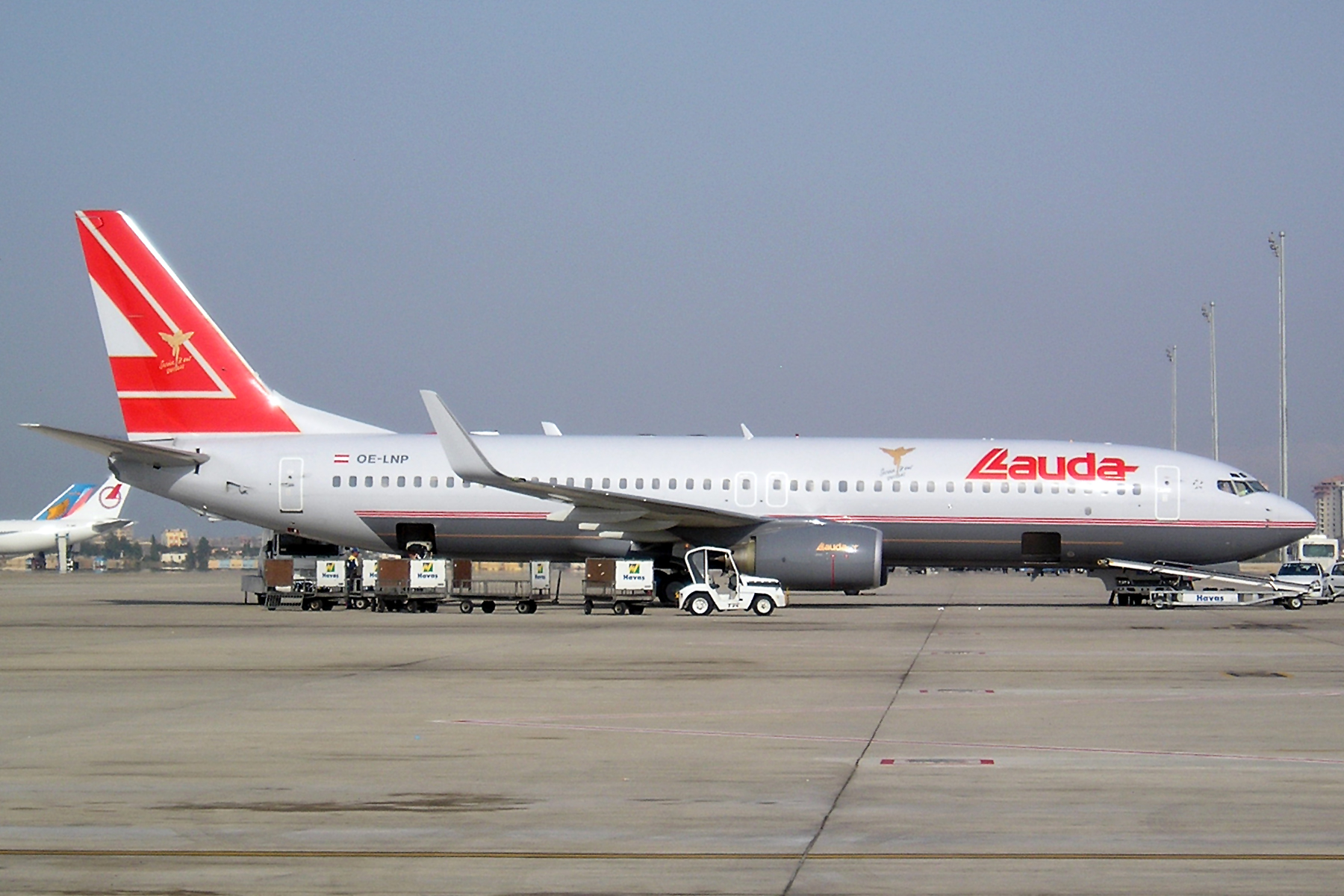
Máy bay Boeing 737-800 của Lauda Air

Các máy bay của Lauda Air đều được đặt theo tên các người nổi tiếng như các Boeing dặt theo tên Freddie Mercury, George Harrison, Gregory Peck,Frank Zappa, Miles David, Kurt Cobain và các Airbus đặt theo tên Ray Charles và Frida Kahlo.